# Vuolle Måskejaure
Vuolle Måskejaure är en sjö i Arjeplogs kommun i Lappland och ingår i Piteälvens huvudavrinningsområde. Sjön har en area på 2,64 kvadratkilometer och ligger 432,1 meter över havet. Vuolle Måskejaure ligger i Piteälven Natura 2000-område. Sjön avvattnas av vattendraget Piteälven.

## Delavrinningsområde
Vuolle Måskejaure ingår i det delavrinningsområde (737626-159704) som SMHI kallar för Utloppet av Vuolle Måskejaure. Medelhöjden är 478 meter över havet och ytan är 11,88 kvadratkilometer. Räknas de 188 avrinningsområdena uppströms in blir den ackumulerade arean 3 049,35 kvadratkilometer. Avrinningsområdets utflöde Piteälven mynnar i havet. Avrinningsområdet består mestadels av skog (75 procent). Avrinningsområdet har 2,67 kvadratkilometer vattenytor vilket ger det en sjöprocent på 22,5 procent.